# Erateina lineata
Erateina lineata är en fjärilsart som beskrevs av Saunders 1860. Erateina lineata ingår i släktet Erateina och familjen mätare. Inga underarter finns listade i Catalogue of Life.